# Alejandro Faurlín
Alejandro Damián Faurlín (* 9. August 1986 in Rosario, Santa Fe) ist ein argentinischer ehemaliger Fußballspieler.

## Vereinskarriere
Alejandro Faurlín begann seine Karriere bei Rosario Central, die in der Primera División spielten. Er gab sein Debüt am 9. Mai 2004 im Auswärtsspiel beim Quilmes AC. Nachdem er nur ein Spiel für seinen Heimatverein absolviert hatte, wechselte er zu Atlético de Rafaela, die in der Nacional B spielten.
Zwischen 2008 und 2009 spielte er für Instituto Atlético Central Córdoba, ebenfalls in der zweithöchsten Spielklasse. Am 7. Juli 2009 unterzeichnete Faurlin bei den Queens Park Rangers einen Vertrag. Für den Transfer erhielt Atlético 3,5 Millionen £.
Am 31. Januar 2013 wechselte Faurlín bis Saisonende auf Leihbasis zum italienischen Erstligisten US Palermo.

## Nationalmannschaftskarriere
Mit der argentinischen U-17-Nationalauswahl nahm er unter anderem an der Campeonato Sudamericano Sub-17 des Jahres 2003 teil. Mit der Mannschaft gewann er am Ende des Bewerbs die U-17-Südamerikameisterschaft, nachdem in der Finalrunde Brasilien, Kolumbien und Uruguay zurückgelassen wurden.

## Erfolge
- 1× U-17-Südamerikameister: 2003